# 로버트 단턴

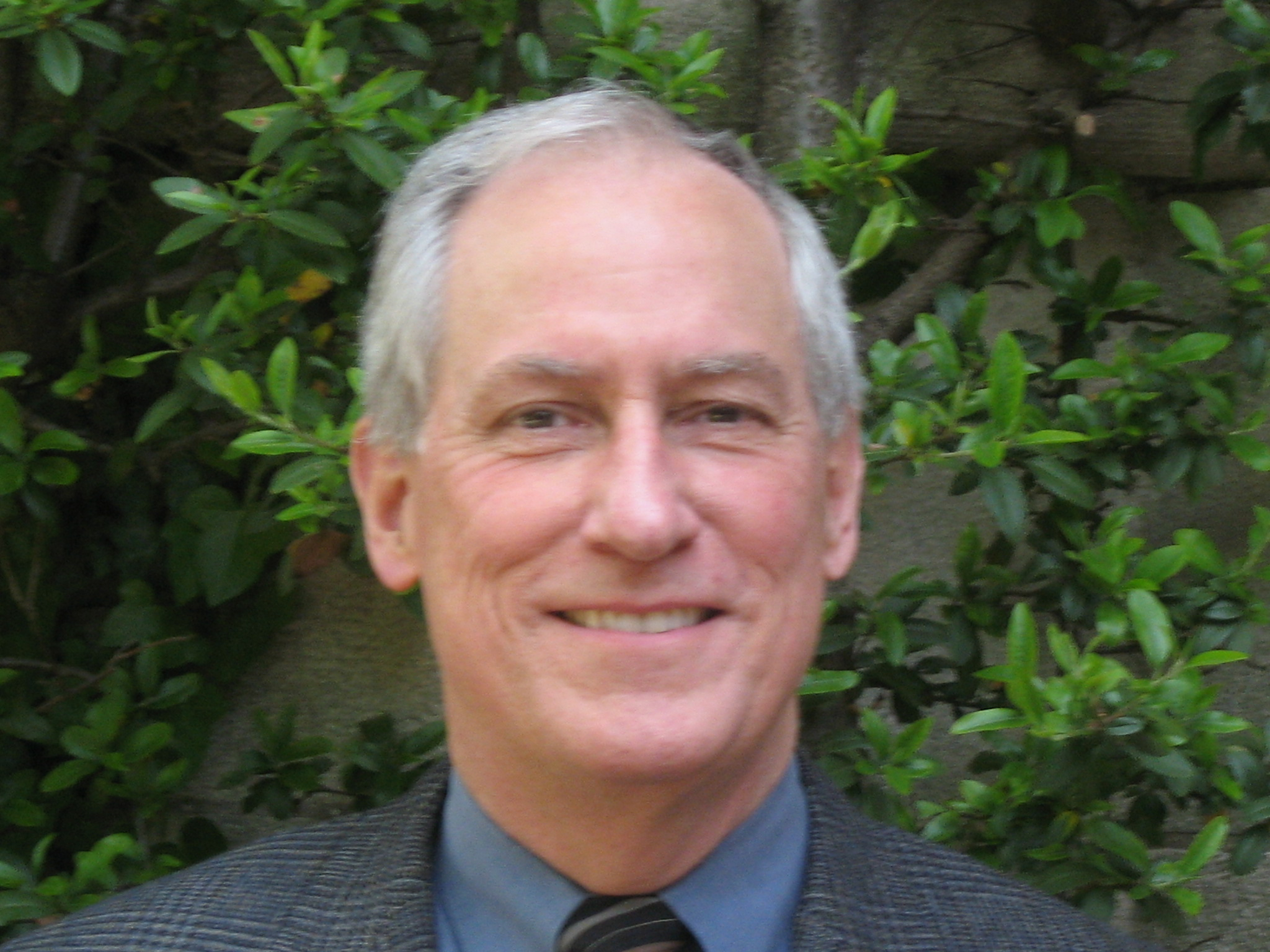
단턴(2006년)

로버트 초트 단턴(영어: Robert Choate Darnton, 1939년 5월 10일~)은 미국의 역사가이자 사서이다. 전문 연구 분야는 18세기 프랑스사이며, 2007년부터 2016년까지 하버드 대학교 도서관장을 역임했다.

## 생애
뉴욕에서 태어났다. 1957년 필립스 아카데미와 1960년 하버드 대학교를 졸업하고 로즈 장학금으로 옥스퍼드 대학교에 다녔으며 리처드 콥과 함께 공부했다. 1964년 옥스퍼드 대학교 역사학 박사 학위(DPhil)를 취득했으며 1964년부터 1965년까지 뉴욕 타임스 기자로 일했다. 1968년 프린스턴 대학교 교수진에 합류하여 셸비 컬롬 데이비스 유럽사 교수로 임명되었으며 1982년에는 맥아더 펠로우십을 받았다. 1999년에는 미국 역사 협회 회장을 역임했다.
2007년 7월 1일 프린스턴 대학교의 명예교수가 되었으며, 시드니 버바의 뒤를 이어 칼 H. 포츠하이머 대학 교수 겸 하버드 대학교 도서관 관장으로 취임했다. 2016년 1월에 앤 블레어에게 칼 H. 포츠하이머 대학교 교수직을 이임했다.
책의 역사 분야의 개척자인 단턴은 전자 출판을 주목하면서 그에 관한 글들을 기고했다. 또한 앤드루 W. 멜런 재단이 후원하는 구텐베르크-e 프로그램의 설립자이다.